# (46539) Виктортихонов
(46539) Виктортихонов (лат. Viktortikhonov) — типичный астероид главного пояса, открыт 24 октября 1982 года советским астрономом Людмилой Журавлёвой в Крымской астрофизической обсерватории и 4 апреля 2015 года назван в честь хоккеиста и тренера Виктора Тихонова.

## Обнаружение и именование
(46539) Виктортихонов
Открыт 24 октября 1982 года в Научном Л. В. Журавлёвой.
Виктор Васильевич Тихонов (1930—2014) — выдающийся советский хоккеист и тренер. В качестве игрока он завоевал четыре золотые медали чемпионата СССР. В качестве тренера — сборная СССР/России по хоккею восемь раз выигрывала чемпионат мира и трижды олимпийское золото.
Оригинальный текст (англ.)46539 Viktortikhonov
Discovered 1982 Oct. 24 by L. V. Zhuravleva at Nauchnyj.
Viktor Vasilyevich Tikhonov (1930—2014) was an outstanding Soviet ice hockey player and coach. As a player, he won four gold medals in the Soviet national championship. As a coach, the Soviet/Russian hockey team won the World Championship eight times and Olympic gold three times.
Источники: MPC batch dated 2015-04-04; M.P.C. 93670.

## Физические характеристики
Астероид относится к таксономическому классу S.
По результатам наблюдений в видимом и ближнем инфракрасном диапазоне космического телескопа NEOWISE диаметр астероида оценивался равным 5,667±0,148 км. Согласно тем же источникам альбедо оценивается как 0,1997±0,0310 и 0,200±0,031.